# Airdrieonians FC (2002)
Airdrieonians FC is een Schotse voetbalclub uit Airdrie.
De club werd in 2002 opgericht als Airdrie United nadat Airdrieonians (opgericht in 1878) failliet ging met een schuld van £3 miljoen. Airdrieonians eindigden op een 2de plaats in de 2de klasse. Er kwam een plaats vrij in de Third Division (IV) maar Gretna FC werd al verkozen om die plaats op te vullen.
Voorzitter Jim Ballantyne liet het hier niet bij en kocht het noodlijdende Clydebank FC over en verhuisde deze club naar Aidrie en veranderde zijn naam. De club nam de plaats van Clydebank over in de 3de klasse.
De club kon intussen al promoveren naar de 2de klasse. In 2006/07 werd de club voorlaatste en moest via de eindronde het behoud verzekeren. Nadat eerst Brechin City twee keer verslagen werd moest de club het onderspit delven tegen Stirling Albion en degradeerde zo. In 2007/08 eindigde Airdrie tweede en kon via play-offs promoveren. In 2009/10 eindigde Airdrie voorlaatste in de First Division en moest play-offs spelen. Daarin konden ze niet winnen en moesten opnieuw naar de Second Division degraderen. In 2012 promoveerde de club weer naar de First Division nadat er een plaats vrij kwam omdat de doorstart van Rangers FC op het derde niveau moest beginnen.
Op 3 juni 2013 werd bekend dat de club hernoemd wordt naar Airdrieonians FC.

## Erelijst
- Scottish Football League Second Division

Winnaar (1): 2003/04
- Scottish League Challenge Cup

Winnaar (1): 2008
Runner-up (1): 2003

## Eindklasseringen
| 3 |

| 1 |

| 5 |

| 6 |

| 9 |

| 2 |

| 9 |

| 9 |

| 6 |

| 4 |

| 10 |

| 6 |

| 5 |

| 5 |

| 3 |

| 7 |

| 5 |

| 3 |

| 2 |

| 2 |

| 3 |

| 4 |

| 9 |

| Niveau 1 | Niveau 2 | Niveau 3 | Niveau 4 |

| Periode    | Niveau 1                | Niveau 2              | Niveau 3            | Niveau 4            |
| 1893-1975  | Division One            | Division Two          | Division Three      | --                  |
| 1975-1998  | Premier Division        | First Division        | Second Division     | Third Division      |
| 1998-2013  | Scottish Premier League | First Division        | Second Division     | Third Division      |
| 2013-heden | Scottish Premiership    | Scottish Championship | Scottish League One | Scottish League Two |